# Arteria supraduodenal
La arteria supraduodenal (TA: arteria supraduodenalis) es una arteria que normalmente se origina en la arteria gastroduodenal.

## Ramas
- Rama duodenal.[1]

## Distribución
Se distribuye hacia la porción superior primera del duodeno.